# Barouk (village)
Pour l’article homonyme, voir Barouk (Montagne).
Barouk est un village libanais situé dans le caza du Chouf au Mont-Liban au Liban.